# Joshua James Richards
Pour les articles homonymes, voir Richards.
Joshua James Richards est un directeur de la photographie britannique.
Il est principalement connu pour ses collaborations avec la réalisatrice Chloé Zhao.

## Biographie
Joshua James Richards est originaire du village de pêcheurs anglais de Penzance (Cornouailles),. 
Il obtient un baccalauréat de l'école de cinéma de l'Université de Bournemouth et également une maîtrise de la Tisch School of the Arts de l'Université de New York. En 2012, il rencontre la réalisatrice Chloé Zhao à l'université de New York, après quoi il commence une relation avec la réalisatrice.

## Carrière
Richards commence sa carrière en filmant des courts métrages et des publicités. Il enregistre également des clips vidéo pour le rappeur Pusha T.
En 2015, il fait ses débuts officiels au cinéma au service de Chloé Zhao avec le western dramatique Les Chansons que mes frères m'ont apprises (Songs My Brothers Taught Me). Par la suite, ils travaillent également sur The Rider (2017) et Nomadland (2020), films connus pour leur aspect naturaliste,; Richards tourne régulièrement caméra en main en utilisant la lumière naturelle, son style étant souvent comparé à celui du caméraman mexicain Emmanuel Lubezki.   
En 2017, Richards collabore avec le réalisateur britannique Francis Lee sur son drame partiellement autobiographique Seule la Terre (God's Own Country).
En 2018, Zhao est embauchée pour diriger le film de super-héros Marvel Les Éternels et Richards fait partie de l'équipe de tournage du projet dirigé par le directeur de la photographie Ben Davis.

## Filmographie partielle

### Au cinéma (comme directeur de la photographie)
- 2015 : Les Chansons que mes frères m'ont apprises
- 2017 : The Rider
- 2017 : Seule la Terre
- 2020 : Nomadland